# Flóahreppur
Flóahreppur (kiejtése: ˈflouːaˌr̥ehpʏr̥) önkormányzat Izland Déli régiójában, amely 2006. június 10-én jött létre Hraungerðishrepp, Villingaholtshrepp és Gaulverjabæjarhreppur összevonásával.

## Fordítás
- Ez a szócikk részben vagy egészben  a   Flóahreppur című izlandi Wikipédia-szócikk ezen változatának fordításán alapul.  Az eredeti cikk szerkesztőit annak laptörténete sorolja fel. Ez a jelzés csupán a megfogalmazás eredetét és a szerzői jogokat jelzi, nem szolgál a cikkben szereplő információk forrásmegjelöléseként.